# Camponotus terebrans
Camponotus terebrans är en myrart som först beskrevs av Lowne 1865.  Camponotus terebrans ingår i släktet hästmyror, och familjen myror. Inga underarter finns listade.